# Quartier de la Sorbonne
Quartier de la Sorbonne är Paris 20:e administrativa distrikt, beläget i femte arrondissementet. Distriktet är uppkallat efter Sorbonne.
Femte arrondissementet består även av distrikten Saint-Victor, Jardin-des-Plantes och Val-de-Grâce.

## Sevärdheter
- Panthéon (Sainte-Geneviève)
- Sorbonne med Sainte-Ursule de la Sorbonne
- Bibliothèque Sainte-Geneviève
- Jardin du Luxembourg

## Bilder
| - De fyra administrativa distrikten i Paris femte arrondissement. - Panthéon. - Jardin du Luxembourg. |

## Kommunikationer
- Tunnelbana – linje  – Cluny – La Sorbonne